# Jakob Swetoslaw

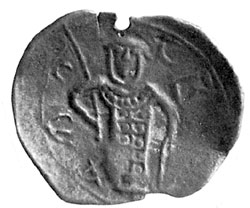
Kupfermünze des Jakob Swetoslaw

Jakob Swetoslaw (bulgarisch Яков Светослав; † 1277 in Widin) war ein bulgarischer Boljar und Despot.

## Leben
Jakob Swetoslaw war von adeliger russischer Herkunft. In den 1230er Jahren suchte er im Bulgarischen Reich Zuflucht vor den Angriffen der Mongolen auf die russischen Fürstentümer. Als Boljar erlangte er eine hohe Stellung in der bulgarischen Gesellschaft. 1257 unterstützte er Konstantin Tich Assen beim erfolgreichen Kampf gegen Zar Mizo Assen, der ins Kaiserreich Nikaia fliehen musste. 
Nach einem siegreichen Feldzug gegen den ungarischen König Stephan V. wurde Swetoslaw 1261 mit Theodora Dukaina Laskarina verheiratet, einer Tochter des nikäischen Kaisers Theodor II. Dukas Laskaris und Enkelin von Iwan Assen II. Zugleich erhielt er die Despotenwürde; möglicherweise wurde ihm dieser Titel direkt von Byzanz aufgrund der Eheverbindung mit der Dynastie der Laskariden verliehen.
Swetoslaw gelang es in der Folgezeit, durch geschicktes Lavieren zwischen den Zaren in Tarnowo und dem ungarischen Königreich als seinem nominellen Suzerän eine quasi-autonome Herrschaft in Nordwestbulgarien zu behaupten und zu einem aussichtsreichen Anwärter auf den bulgarischen Zarenthron aufzusteigen. In seinem Machtzentrum Widin prägte er Kupfermünzen mit dem Bild des Heiligen Demetrios, Beschützer des Hauses Assen. 
Die Politik Swetoslaws war so erfolgreich, dass er zu einer ernsten Bedrohung für Maria Palaiologina Kantakuzene wurde, die nach Konstantin Tichs Tod im Herbst 1277 die Regentschaft in Bulgarien ausübte. Die Zarenwitwe adoptierte ihn zwar, ließ in aber kurz nach seiner Rückkehr nach Widin vergiften. Swetoslaws Tochter Maria war die Ehefrau des späteren Zaren Georgi Terter.